# Podzamcze (osada w województwie łódzkim)
Podzamcze – osada w Polsce, położona w województwie łódzkim, w powiecie wieruszowskim, w gminie Wieruszów.
W latach 1975–1998 miejscowość administracyjnie należała do województwa kaliskiego.

## Miejscowości o nazwie Podzamcze w gminie Wieruszów
W gminie Wieruszów istnieją dwie miejscowości podstawowe i jedna integralna część miejscowości o nazwie Podzamcze. Ten artykuł dotyczy osady. Pozostałe dwie to kolonia – Podzamcze oraz część miasta Wieruszów – Podzamcze.